# ساسولو
ساسولو (بالإيطالية: Sassuolo)‏ مدينة شمال إيطاليا في مقاطعة مودينا ضمن إقليم إميليا رومانيا عدد سكانها 41.641 نسمة، تعتبر مركز صناعي هام، تقع جنوب مدينة مودينا على بعد 17 كم، وشمال غرب مدينة بولونيا، ثروة المدينة تنبع من كونها مركز إيطاليا وبالتالي العالم في صناعة السيراميك لعقود عديدة. السيراميكا الأرخص القادم أولا من إسبانيا ثم من الصين أضر بالمدينة اقتصاديا، مما جعل مستقبلها غير واضح.
ومن أهم المعالم في البلدة قصر ساسوولو الدوقي الصيفي المنجز والمزين بصورة رئيسية في القرن السابع عشر لدوقات عائلة إستي. مهندس المعماري كان بارتولوميو افانزيني في عام 1634. النقوش الداخلية من الرسام الفرنسي جان بولانغير، وكذلك انجيلو كولونا واغوستينو ميتيلي. في الأرض مسبح كبير تحيط به اطلال أثرية يسمى Il fontanazzo

## السكان
في سنة 1861 بلغ عدد السكان 6٬017 نسمة، وتطور العدد ليصل في سنة 2011 لـ 39٬885 نسمة.
يظهر هذا المخطط البياني تطور النمو السكاني لـ ساسولو

## توأمة
لساسولو اتفاقيات توأمة مع:
- إرسينا

## أعلام
- بييرانجلو بيرتولي
- أندريا مونترميني
- غابرييل دبيا
- جيانكارلو كوراديني
- باتريك كيوريا
- فرانشيسكو الثاني ديستي